# Пюнгалохо
Пюнгалохо (устар. Пюнга-Лохо) — правый рукав реки Ярудей в России, протекает по Надымскому району Ямало-Ненецкого автономного округа. Устье реки находится в 7 км от устья левой протоки Надыма — Неросавэй. Длина — 28 км.

## Притоки
- Идъяха (пр)
- Пензеръяха (пр)

## Данные водного реестра
По данным государственного водного реестра России относится к Нижнеобскому бассейновому округу, водохозяйственный участок реки — Надым. Речной бассейн реки — Надым.
Коды объекта в государственном водном реестре — 15030000112115300052136 и 15030000112115300051429.